# 古美术大师
在西方美术史与艺术收藏领域中，“古美术大师”（英语："Old Masters"，又称“老大师”）  是一个历史悠久且广泛使用的术语，通常指自文艺复兴时期至18世纪末活跃于欧洲的杰出艺术家群体。

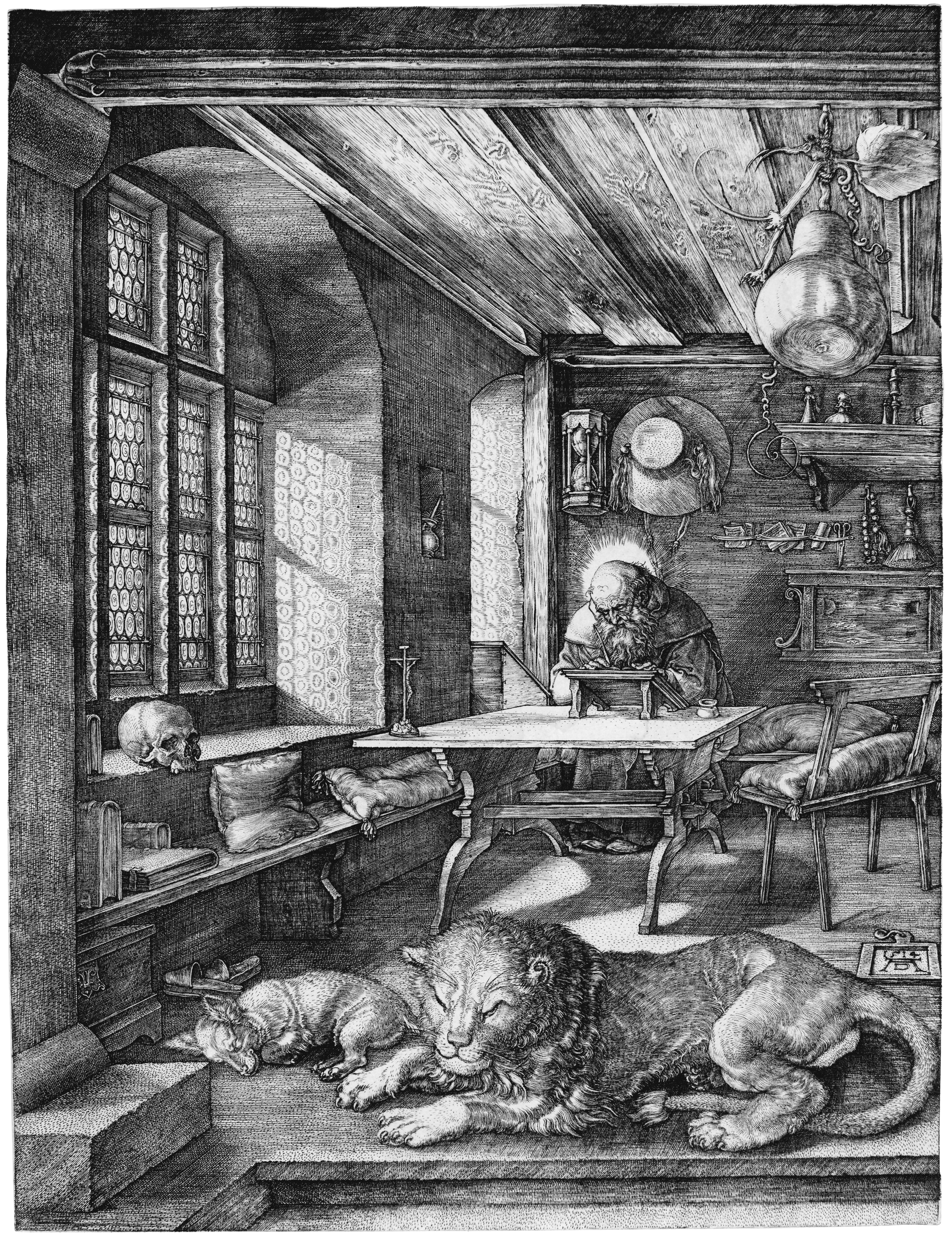
阿尔布雷希特·丢勒《书房中的圣热罗尼莫》（*Saint Jerome in His Study*，1514年，铜版画）

该术语最早出现于17世纪的收藏语境，18至19世纪逐渐普及，尽管在严格的学术研究中，学者们更常使用“文艺复兴”，“巴洛克”，“荷兰黄金时代”等具体时期或流派的名称，而非“古美术大师”（"Old Masters"）这一泛称，但该词在博物馆、艺术市场和大众叙事中仍具有广泛的影响力和较高的辨识度。
古美术大师的范畴囊括了众多划时代的艺术家与流派，他们不仅确立了欧洲美术的审美典范，也深刻影响了后世的发展。意大利盛期文艺复兴由达·芬奇、米开朗基罗与拉斐尔领衔，他们在解剖学、透视法与构图上的探索奠定了理想化与写实性的统一；威尼斯画派的提香与委罗内塞则以色彩与空间表现闻名。与此同时，北方文艺复兴的丢勒、克拉纳赫与扬·凡·艾克展现了精细入微的写实传统与宗教题材的独特诠释。巴洛克时期的鲁本斯、伦勃朗与卡拉瓦乔，通过恢宏的叙事构图、深邃的心理描绘与戏剧化的光影技法，开创了视觉表现的新高峰。荷兰黄金时代的维米尔与哈尔斯分别以静谧的日常场景和生动的肖像笔触见长；西班牙的委拉斯开兹与穆里罗则以宫廷与宗教绘画著称，而戈雅更被视为古美术传统与现代艺术之间的桥梁。法国的普桑与拉图尔，则在古典主义与写实主义的轨道上，为18世纪的欧洲艺术注入了理性与秩序。
在艺术市场和博物馆学的语境下，"古美术大师"（"Old Masters"）一词亦常被引申用来代指这些艺术家的传世杰作，其代表性作品构成了欧洲古典艺术典藏的基石，这些作品被广泛收藏于世界各大博物馆，如英国国家美术馆、西班牙普拉多美术馆、意大利乌菲兹美术馆、德国古美术大师画廊等；同时，它们在艺术品交易市场与学术研究中亦被视为欧洲文明与美术传统的重要象征，承载着历史、美学与社会文化的多重价值。

## 词源与使用范围
18至19世纪时，“古美术大师”（"Old Masters"）这一称呼通常被理解为起始于大约1450或1470年。在此之前的绘画常被称为“早期绘画”（primitives），但如今学界已不再沿用这种区分。《牛津英语词典》对该词的定义是：“现代以前的杰出艺术家，尤其是13世纪至18世纪的西欧画家。” 该词最早的文献记载出现在1696年，约翰·伊夫林（John Evelyn）的日记中：“彭布罗克勋爵向我展示了许多老大师的珍贵画作，尤其以米开朗基罗的作品为突出，还有一本汇集诸多大师精美素描的图册。”
后来，这个词也被用来指代由这些艺术大师创作的绘画或雕塑，这种用法最早可追溯到1824年。荷兰语、法语和德语中也都有对应的词汇，其中荷兰语在18世纪可能最早使用这一概念，当时 "oude meester "多是指前一世纪的荷兰黄金时代画家。法国画家欧仁·弗罗芒坦（Eugène Fromentin）在1876年出版的《古美术大师》（Les Maîtres d' autrefois)推动了此概念的流行，而 "vieux maîtres" 在法语中也较为常见。德国德累斯顿的古美术大师画廊（Gemäldegalerie Alte Meister）是少数在馆名中直接采用该词的美术馆之一，不过更多美术馆仅在部门或展厅的标题中使用该称谓。德累斯顿的馆藏大致止于巴洛克时期。 
“古美术大师”的结束年代并无明确界限。例如，戈雅（Francisco de Goya, 1746–1828）无疑被视为其中一员，尽管他创作至1828年去世。有人甚至将约翰·康斯特布尔（John Constable, 1776–1837）或欧仁·德拉克洛瓦（Eugène Delacroix, 1798–1868）纳入其中，但这种说法并不普遍。艺术史学者爱德华·卢西-史密斯（Edward Lucie-Smith）认为该称谓大致应止于1800年，并指出它“过去主要用于1700年以前的绘画”。
在艺术史研究中，该词往往被视为过于模糊而少用，尤其是在讨论绘画时。但“古美术大师版画”（"Old Master Prints"）和“古美术大师素描”（"Old Master Drawings"）仍是标准术语。在艺术品市场上，这个词至今依然活跃。大型拍卖行的分类常分为“古美术大师绘画”，“十九世纪绘画”，“现代绘画”等。佳士得（Christie's）曾将“古美术大师”界定为“14世纪至19世纪初的艺术家”。 
比利时皇家美术博物馆（Royal Museums of Fine Arts of Belgium）布鲁塞尔主馆中的相关展区，近年来更名为"Oldmasters Museum"（英语）和"Musée Oldmasters"（法语），这一改名旨在使展区名称与其展品范围相呼应，更直观地表明该馆主要收藏14世纪至18世纪的欧洲绘画杰作。在此之前，该展区的英文名称为"Royal Museum of Ancient Art"（法语：Musée royal d'Art ancien；荷兰语：Koninklijk Museum voor Oude Kunst）。当时的命名强调“古代艺术”的概念，但在学术与公众语境中往往较为含糊。如今采用“Oldmasters”一词，更加贴合国际艺术史与收藏界的通用表达，也反映出博物馆在展示策略上向公众教育与文化传播的转变。